# Alabanza - Por la fuerza de la razón
Alabanza - Por la fuerza de la razón es el segundo disco de estudio del grupo chileno de reggae Gondwana. 

## Lista de canciones
| Alabanza - Por la fuerza de la razón |                                      |                                 |          |  |
| N.º                                  | Título                               | Escritor(es)                    | Duración |  |
| 1.                                   | «Alabanza»                           | Gondwana                        | 4:22     |  |
| 2.                                   | «Keep the faith»                     | Labbé                           | 3:08     |  |
| 3.                                   | «Jah guide»                          | Neira, Ramos, López, Valenzuela | 4:49     |  |
| 4.                                   | «Mártires»                           | Neira                           | 3:32     |  |
| 5.                                   | «Libros sagrados»                    | Labbé                           | 3:53     |  |
| 6.                                   | «Traficantes de fe»                  | Labbé                           | 3:42     |  |
| 7.                                   | «Antonia»                            | Cárdenas                        | 4:07     |  |
| 8.                                   | «Dulce amor (solo un latido)»        | Labbé, Aguilera                 | 3:50     |  |
| 9.                                   | «Defendamos»                         | Neira                           | 4:17     |  |
| 10.                                  | «Verde, amarillo y rojo»             | Neira, Ramos, Valenzuela        | 4:06     |  |
| 11.                                  | «Solo es verdadero (el amor de Jah)» | Neira                           | 4:58     |  |
| 12.                                  | «Libertad»                           | Neira                           | 7:41     |  |

## Músicos

### Gondwana
- Quique Neira: Voz, guitarras y coros
- I-locks Labbé: Bajo y Funde
- Keno "Fingaman" Valenzuela: Teclados y piano
- Alexcy Cárdenas: Batería
- Pez López: Guitarras
- Gato Ramos: Saxo alto y flauta traversa
- Pato Luco: Trompeta
- Don Chico: Percusión y accesorios

### Invitados
- Hugo Prado: Trombón
- Ema Pinto y Sista Angela: Coros
- Silver da Silva: Timbal
- Ras Sidney: Tambor bajo[1]